# Aire urbaine d'Agde
L'aire urbaine d'Agde est une aire urbaine française centrée sur la ville d'Agde.

## Caractéristiques
En 2020, l'Insee définit un nouveau zonage d'étude : les aires d'attraction des villes. L'aire d'attraction d'Agde remplace désormais son aire urbaine, avec un périmètre différent.
D'après la définition qu'en donne l'INSEE, l'aire urbaine d'Agde est composée de 1 commune, située dans l'Hérault. Ses 28 609 habitants font d'elle la 241e aire urbaine de France.
Une seule commune de l'aire urbaine est un pôle urbain.

### Commune
Liste des communes appartenant à l'aire urbaine d'Agde selon la nouvelle délimitation de 2010 et sa population municipale (liste établie par ordre alphabétique) :
| Nom  | Code Insee | Statut | Superficie (km2) | Population (dernière pop. légale) | Densité (hab./km2) |
| ---- | ---------- | ------ | ---------------- | --------------------------------- | ------------------ |
| Agde | 34003      |        | 50,81            | 29 612 (2022)                     | 583                |

## Évolution démographique
L'évolution démographique ci-dessous concerne l'unité urbaine selon le périmètre défini en 2010.
| 1968   | 1975   | 1982   | 1990   | 1999   | 2006   | 2011   | 2016   | 2017   | - |
| ------ | ------ | ------ | ------ | ------ | ------ | ------ | ------ | ------ | - |
| 10 184 | 11 605 | 13 107 | 17 583 | 19 988 | 21 293 | 23 999 | 27 681 | 28 609 | - |

## Historique
En 1999, elle comptait quatre communes, sa population faisait d'elle la 203e aire urbaine de France et elle appartenait à l’espace urbain Grand delta méditerranéen. 